# The Passion 2023
The Passion 2023 was de dertiende editie van The Passion, een Nederlands muzikaal-bijbels evenement dat jaarlijks op Witte Donderdag wordt gehouden, telkens op een andere locatie. Het evenement werd in 2023 op 6 april in Harlingen gehouden, op een podium op de Nieuwe Willemshaven. Een rechtstreekse tv-uitzending werd uitgezonden door KRO-NCRV. Het programma werd geproduceerd door Mediawater en geregisseerd door David Grifhorst. Er keken 2,45 miljoen mensen naar de live-uitzending op donderdagavond. 421 duizend mensen keken de uitzending in de daaropvolgende week terug.

## Pasen

### Voorgeschiedenis
Op 24 november 2022 werd bekendgemaakt dat The Passion in 2023 in Harlingen zal worden opgevoerd. Het was de tweede keer dat een stad in de provincie Friesland was aangewezen als gastheer van het paasevenement, nadat Leeuwarden de editie van 2017 huisvestte.
Het podium werd opgebouwd op de Nieuwe Willemshaven waar de havenkraan een prominent onderdeel uitmaakte van het decor. Na drie jaar zonder publiek vanwege de coronapandemie werd er deze editie weer publiek toegelaten en ook de processie keerde terug. Waar eerdere edities met publiek doorgaans tussen 10.000 en 20.000 bezoekers konden huisvesten, was de Nieuwe Willemshaven een beduidend kleinere locatie. Desondanks duurde het, mede door het regenachtige weer, geruime tijd totdat de pier in Harlingen was volgelopen. Op dat moment stonden er een kleine 6000 toeschouwers.

### Locaties
Dit overzicht is mogelijk incompleet; u kunt helpen door het uit te breiden.
- Nieuwe Willemshaven – Locatie hoofdpodium & Pilatus
- Nieuwe Vissershaven – Aankomst Jezus
- Broken Jug – Start van de processie
- JBV Boulegoed – Scene Petrus en Jezus
- Tall Ship Artemis – Lied Maria: Wie is hier nou gek
- Het Brouwdok – Laatste Avondmaal
- Frisia Zout – Judas worstelt met het kwaad
- Engelse Tuin – Tuin van Getsemane 1
- Franekereind – Tuin van Getsemane 2
- Havenplein – Petrus ontkent betrokkenheid met Jezus
- Vuurtoren van Harlingen – Finale

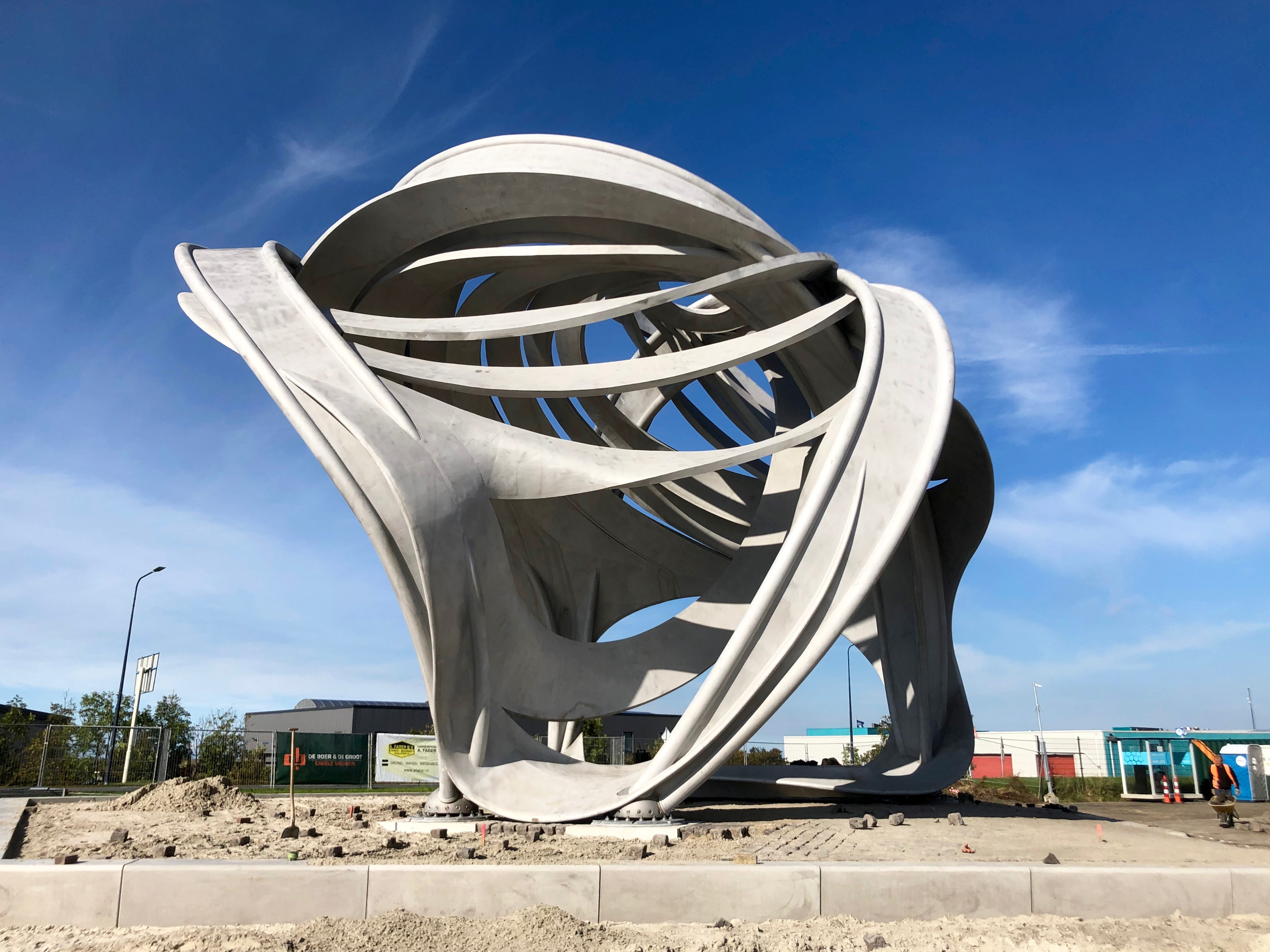
Broken Jug
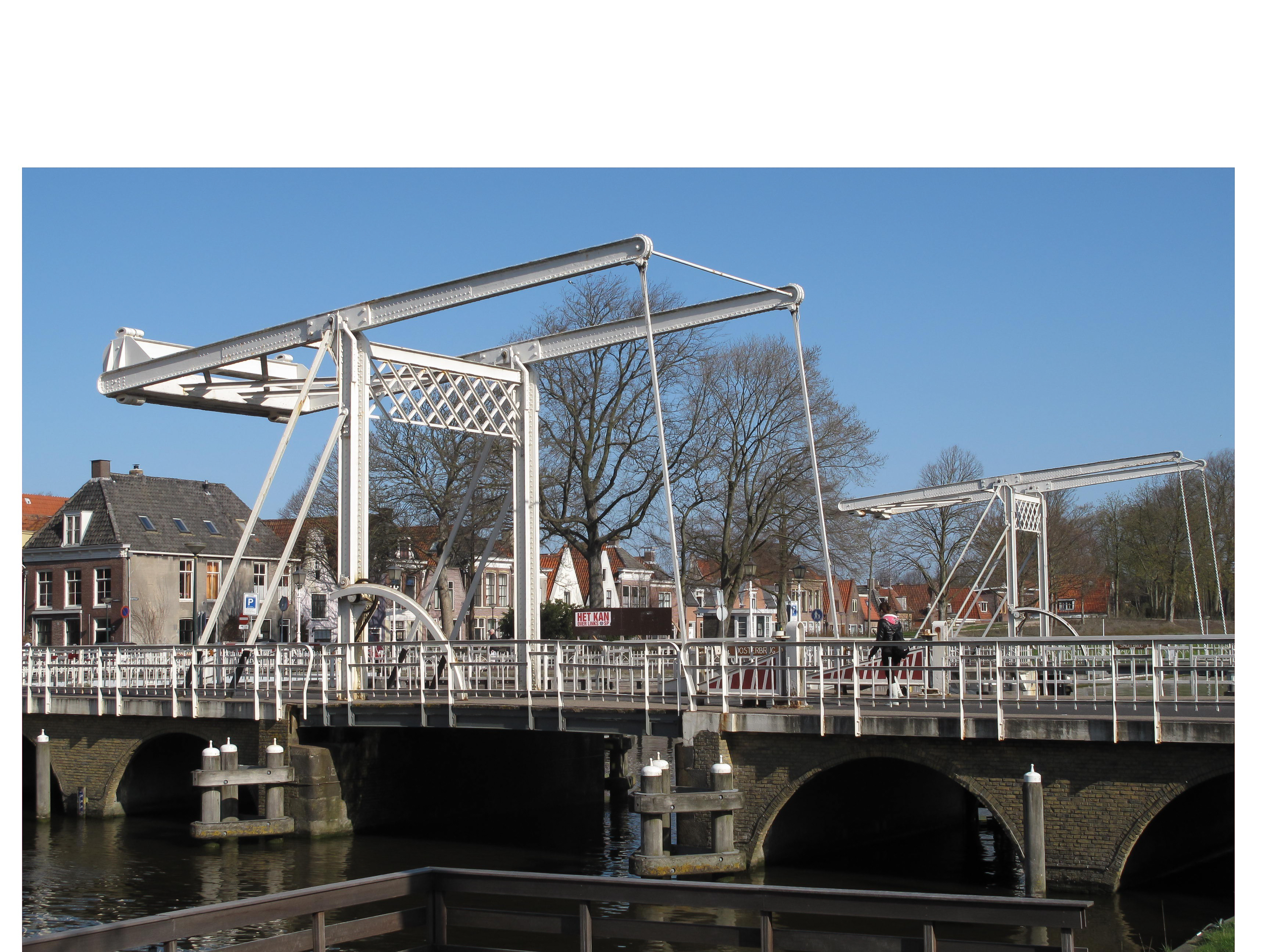
Franekereind
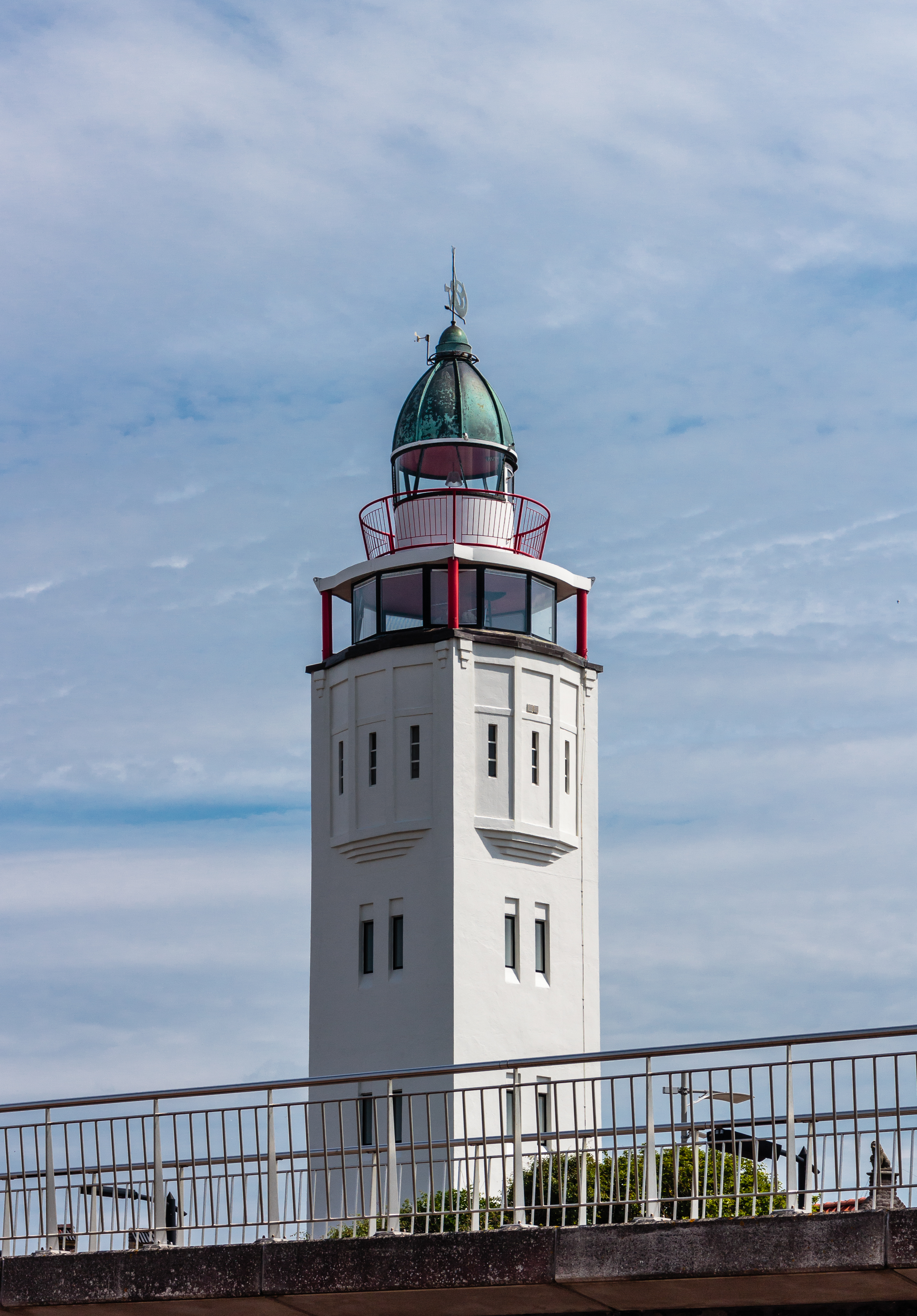
Vuurtoren van Harlingen

### Rollen
| Rol              | Naam                         |
| ---------------- | ---------------------------- |
| Jezus            | Sinan Eroglu                 |
| Maria            | Marlijn Weerdenburg          |
| Petrus           | Ferdi Stofmeel               |
| Judas            | Buddy Vedder                 |
| Pilatus          | Dragan Bakema                |
| Maria Magdalena  | Bertrie Wierenga             |
| Verteller        | Thomas van Luyn              |
| Verslaggever     | Anita Witzier                |
| Discipel         | Annette Barlo                |
| Discipel         | Emma Deckers                 |
| Discipel         | Lieke Hammink                |
| Discipel         | Ilse Heus                    |
| Discipel         | Xavier Molijn (Andreas)      |
| Discipel         | Ayşegül Karaca               |
| Discipel         | Michel Mulder                |
| Discipel         | Boaz Roelevink               |
| Discipel         | Theo-Bert Pot                |
| Barabbas         | Louisa Janssen               |
| Claudia Procula  | Nhung Dam                    |
| Petrus-herkenner | Ray Klaassens (politieagent) |
| Petrus-herkenner | William Rutten               |
| Petrus-herkenner | Gert-Jan Segers              |
| Barman           | John de Bever                |
| Barman           | Kees Stevens (partner John)  |
| Pizzabezorger    | Steven Kazàn                 |

### Muzieknummers
| Titel                 | Oorspronkelijke artiest   | Gezongen door                                                                |
| --------------------- | ------------------------- | ---------------------------------------------------------------------------- |
| Hallo                 | Antoon                    | Sinan Eroglu, Ferdi Stofmeel, Buddy Vedder, Bertrie Wierenga & de discipelen |
| Kleine jongen         | André Hazes               | Marlijn Weerdenburg                                                          |
| Blijf nog even hier   | Paskal Jakobsen & Tabitha | Ferdi Stofmeel, Sinan Eroglu & Bertrie Wierenga                              |
| Kom we gaan           | Guus Meeuwis              | Sinan Eroglu, Ferdi Stofmeel, Buddy Vedder & Bertrie Wierenga                |
| Wie is hier nou gek   | Diggy Dex                 | Marlijn Weerdenburg                                                          |
| Sorry                 | Nothing but Thieves       | Buddy Vedder                                                                 |
| De verzoening         | Frank Boeijen Groep       | Sinan Eroglu                                                                 |
| Alles                 | Miss Montreal             | Marlijn Weerdenburg                                                          |
| Vannacht              | Phil Collins              | Sinan Eroglu & Buddy Vedder                                                  |
| Zwart wit             | Frank Boeijen Groep       | Dragan Bakema & Sinan Eroglu                                                 |
| Wat heb je nou gedaan | Ruben Annink              | Sinan Eroglu, Buddy Vedder & Ferdi Stofmeel                                  |
| De diepte             | S10                       | Sinan Eroglu & Marlijn Weerdenburg                                           |
| Grijs                 | Nielson en Jaap Reesema   | Marlijn Weerdenburg                                                          |
| Leun op mij           | Bill Withers              | Sinan Eroglu & cast                                                          |

## Hemelvaart

### Voorgeschiedenis
The Passion Hemelvaart is het vervolg van The Passion 2023 dat op 18 mei 2023 (Hemelvaartsdag) in Bolsward en Sneek wordt gehouden en wordt uitgezonden op NPO 1. Deze tweede editie van The Passion Hemelvaart werd bekendgemaakt op 18 januari 2023. Er keken ruim een miljoen mensen naar de uitzending op donderdagavond.

### Rollen
| Rol             | Naam                    |
| --------------- | ----------------------- |
| Jezus           | Sinan Eroglu            |
| Maria           | Marlijn Weerdenburg     |
| Petrus          | Ferdi Stofmeel          |
| Pilatus         | Dragan Bakema           |
| Maria Magdalena | Bertrie Wierenga        |
| Claudia Procula | Nhung Dam               |
| Verteller       | Thomas van Luyn         |
| Discipel        | Annette Barlo           |
| Discipel        | Emma Deckers            |
| Discipel        | Lieke Hammink           |
| Discipel        | Ilse Heus               |
| Discipel        | Xavier Molijn (Andreas) |
| Discipel        | Ayşegül Karaca          |
| Discipel        | Michel Mulder           |
| Discipel        | Boaz Roelevink          |
| Discipel        | Theo-Bert Pot           |
| Vrouw met hond  | Loretta Schrijver       |

### Muzieknummers
| Titel                           | Oorspronkelijke artiest | Gezongen door                                                         |
| ------------------------------- | ----------------------- | --------------------------------------------------------------------- |
| Een stap terug                  | Miss Montreal           | Ferdi Stofmeel                                                        |
| Dromen in kleur                 | Suzan & Freek           | Bertrie Wierenga                                                      |
| Ik heb nog steeds niet gevonden | U2                      | Bertrie Wierenga, Marlijn Weerdenburg & de discipelen                 |
| Alles is nu                     | Diggy Dex               | Sinan Eroglu, Bertrie Wierenga, Marlijn Weerdenburg & de discipelen   |
| Leun op mij                     | Bill Withers            | Bertrie Wierenga, Ferdi Stofmeel, Marlijn Weerdenburg & de discipelen |